# Bédoin

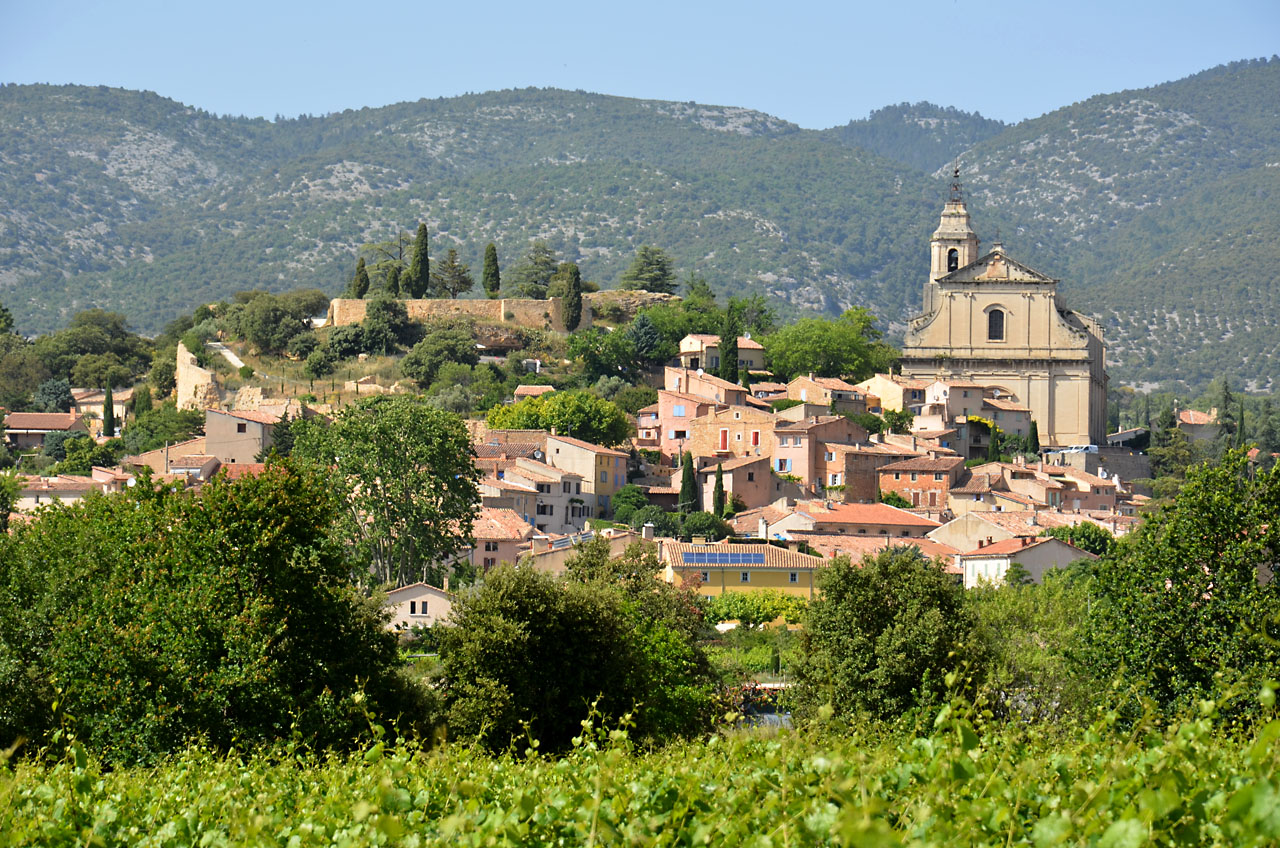
Blick auf Bédoin mit Weinreben im Vordergrund

Bédoin ist eine französische Gemeinde mit 3.077 Einwohnern (Stand 1. Januar 2022) im Département Vaucluse in der Region Provence-Alpes-Côte d’Azur.

## Geografie
Der Ort Bédoin liegt auf etwa 300 Meter Höhe am Fuße des Mont Ventoux auf dessen Südseite. Das Gemeindegebiet zieht sich bis an den Gipfel selbst und gehört zum Regionalen Naturpark Mont-Ventoux. Durch Bédoin fließt das Flüsschen Mède.

## Geschichte
In der Nacht vom 1. auf den 2. Mai 1794 entwurzelten Unbekannte einen Freiheitsbaum und zerstörten Dekrete des Nationalkonvents, die auf einer Tafel vor dem Gemeindehaus aushingen. Daraufhin reiste das Revolutionsgericht nach Bédoin und verkündete 66 Todesurteile, die sofort durch die Guillotine vollstreckt wurden. Die Bevölkerung musste eine neue Revolutionssteuer entrichten, die Häuser im Dorf wurden in Brand gesteckt, die landwirtschaftlichen Nutzflächen mit Salz unbrauchbar gemacht, das Dorf „Bédoin l’Infâme“ von der Landkarte gestrichen, und der Rest der Bevölkerung in die Nachbardörfer deportiert und unter Hausarrest gestellt. Zwei Monate später endete die Terrorherrschaft. Am 4. Mai 1795 wurde das Dorf rehabilitiert und ein Denkmal auf dem Hauptplatz aufgestellt, das an dieses tragische Ereignis erinnert.

### Einwohnerentwicklung
| Jahr      | 1962 | 1968 | 1975 | 1982 | 1990 | 1999 | 2008 | 2015 |
| Einwohner | 1580 | 1611 | 1635 | 1818 | 2215 | 2611 | 3076 | 3087 |

## Wirtschaft
Haupteinnahmequellen sind der Weinbau (Côtes du Ventoux) und der Mont-Ventoux-Tourismus.
Bédoin wird ähnlich wie Sault und Malaucène als Startort für anspruchsvolle Rad- oder Wandertouren auf den Mont Ventoux gewählt. Es bietet dafür zahlreiche Unterkünfte, zwei Campingplätze und das Naturistenzentrum DOMAINE DE BELEZY.

## Sehenswürdigkeiten
- Romanische Kapelle Sainte-Madeleine aus dem 11. Jahrhundert
- Kirche aus dem 18. Jahrhundert im „jesuitischen Stil“ des Barock

## Radsport
Von Bédoin aus führt eine 22 km lange Straße hoch auf den Gipfel des Mont Ventoux und überwindet dabei 1600 Höhenmeter. Dies ist die klassische Route bei der Tour de France, die alle paar Jahre dort auf dem Programm steht. In den Sommermonaten erklimmen zahlreiche Radfahrer täglich diese anspruchsvolle Strecke.